# Lispocephala inconstans
Lispocephala inconstans är en tvåvingeart som beskrevs av Malloch 1928. Lispocephala inconstans ingår i släktet Lispocephala och familjen husflugor. Inga underarter finns listade i Catalogue of Life.